# Олька (вулкан на Камчатке)
Олька — потухший вулкан в Анаунском вулканическом районе Срединного хребта полуострова Камчатка.
Располагается в северной части района, в междуречье рек Чавыча и Левая Чавыча.
Форма вулкана — плоский щит: он имеет несколько вытянутую в северо-западном направлении форму с осями 5,5×7 км и площадью 40 км². Абсолютная высота — 1102 м, относительная — 400 м. Объём изверженного материала (базальта) — 5 км³.
Деятельность вулкана относится к верхнечетвертичному периоду.